# Biokrieg
Biokrieg (englischer Originaltitel The Windup Girl, in etwa: „Das Aufziehmädchen“) ist ein Science-Fiction-Roman des amerikanischen Schriftstellers Paolo Bacigalupi, der dem Genre Biopunk zugerechnet wird. Das englische Original erschien 2009, die deutsche Übersetzung von Hannes Riffel und Dorothea Kallfass 2011 bei Heyne. Bis zum September 2013 waren bereits 200.000 Exemplare verkauft worden. Die beiden Kurzgeschichten Yellow Card Man (englisch, in etwa „Gelb-Karten-Mann“) und The Calorie Man (englisch, in etwa: „Der Kalorienmann“) desselben Autors hängen inhaltlich mit dem Roman zusammen und sind in einer erweiterten Ausgabe enthalten.

## Setting
Die Geschichten sind in einer dystopischen Welt angesiedelt. Die Erschöpfung des Erdöls und die Globale Erwärmung haben dazu geführt, dass Energie rar geworden ist. Zur Beleuchtung wird Biogas genutzt und die Verfeuerung von Kohle gilt als Luxus. Energie wird in Spiralfedern gespeichert. Diese werden von Tieren oder Menschen aufgezogen und für den Antrieb von Motoren, für Gewehre und ähnliches genutzt. 
Der Grain Belt ist zur Heimat von großen Lebensmittelkonzernen („Kalorienfirmen“) wie AgriGen, PurCal und Midwest Growers Group geworden. Auf dem Mississippi River, Schauplatz von „The Calorie Man“, transportieren große Lastkähne die Ernten neuer, genmanipulierter Weizensorten mit Namen wie SoyPRO, NutriWheat und U-Tex nach New Orleans, von wo sie in die gesamte Welt verschifft werden. IP-Polizisten ("intellectual property", geistiges Eigentum) versuchen, den „Kalorienschmuggel“ einzudämmen und die Hintertreibung von Lizenzzahlungen zu verhindern. Kurz nach der Züchtung dieser neuen Sorten wurden die meisten Nutzpflanzen durch neuartige Epidemien ausgelöscht. Die Kalorienfirmen besitzen damit Oligopole auf Nahrungsmittel- und Energieversorgung. 
Ansonsten ist die Zeit der Globalisierung (im Buch als „Expansion“ bezeichnet) zu einem Ende gekommen. Multinationale Unternehmen und Nationalstaaten sind zerfallen, allein Thailand existiert noch. Hier ist die einzige Saatgutbibliothek versteckt, die nicht unter Kontrolle der Kalorienfirmen steht. Die Hauptstadt Bangkok, Schauplatz von Biokrieg und „Yellow Card Man“, wird durch hohe Deiche und kohlebefeuerte Pumpen vor dem Meer geschützt. Das Land befindet sich in einem fragilen Gleichgewicht: das Umweltministerium, die „Weißhemden“, versucht, das Land gegenüber der restlichen Welt abzuschotten, während das Handelsministerium eine Freihandelspolitik anstrebt.
Auch die Fauna wird genetischen Manipulationen unterworfen. Beispielsweise wurden Elefanten zu „Megodonten“ vergrößert. Für die überalterte Gesellschaft Japans wurden „neue Menschen“ mit einer höheren Immunität gegen Krankheiten und Schnelligkeit und einem Willen zum Gehorsam entwickelt.

## Inhalt
Die Handlung von Yellow Card Man findet vor Biokrieg statt. Der zeitliche Zusammenhang beider Geschichten zu The Calorie Man  bleibt unklar.

### The Calorie Man
In einem namenlosen Dorf am Mississippi River lässt der Antiquitätenhändler und Schmuggler Lalji die Spiralfedern seines Bootes aufladen. Das Dorf ist umgeben von Kalorien, in Form von Weizenfeldern, und er will keine unnötige Aufmerksamkeit auf sich ziehen. Daher lässt sich Lalji weder von einem bettelnden Kind noch von einer Nachforderung für das Aufladen beeindrucken, bringt aber den Besitzer dazu, die hungernden Gen-Mulis, die zum Aufziehen der Federn genutzt wurden, nochmals zu füttern.
Lalji riskiert es, weiter flussaufwärts zu reisen als gewöhnlich. Sein Schachpartner, und Abnehmer für geschmuggeltes Getreide, Shriram hat ihn angeheuert um einen Kalorienmann, einen alten Genetiker, flussabwärts nach New Orleans zu schleusen. Da er kein Schmuggelgut mit sich führt, muss er nur seinen schießwütigen Helfer Creo zurückhalten. 

## Rezeption
Adam Roberts bezeichnet das Buch in seiner Rezension für den Guardian als etwa "100 Seiten zu lang", gleichzeitig schaffe das Buch es aber, zum Nachdenken anzuregen und es bleibe lebhaft in Erinnerung.

## Auszeichnungen
Der Debüt-Roman des Autors wurde vielfach ausgezeichnet. Bei den drei wichtigsten Preisen wurde das Buch 2010 prämiert: es gewann den Hugo Award (geteilt mit The City & the City), den Nebula Award for Best Novel und den Locus Award in der Kategorie Erstlingsroman. Weiterhin erhielt es den Compton Crook Award sowie den John W. Campbell Memorial Award for Best Science Fiction Novel. Auch die Übersetzungen wurden ausgezeichnet, die deutsche Übersetzung gewann den Kurd-Laßwitz-Preis 2012 als bestes ausländisches Werk, die japanische den Seiun-Preis, die französische den Grand Prix de l’Imaginaire, den Prix Une autre Terre und den Prix Bob Morane sowie die spanische den Premio Ignotus.

### Ausgaben
- The Windup Girl, Night Shade Books, 2009, ISBN 978-1-597-80157-7
  - deutsch: Biokrieg, übersetzt von Hannes Riffel und Dorothea Kallfass, Heyne Verlag, München 2011, ISBN 978-3-453-52757-7
- The Windup Girl: Expanded Edition, Night Shade Books, 2015, ISBN 978-1-597-80821-7 mit den Vorgeschichten “The Calorie Man” und “Yellow Card Man” sowie Fragen und Antworten mit dem Autor[3]

### Sekundärliteratur
- Casper Bruun Jensen: Wound-up worlds and The Wind-up Girl: on the anthropology of climate change and climate fiction, in: Tapuya: Latin American Science, Technology and Society, 1. Jahrgang, 1. Ausgabe (2017), S. 186–200.
- Sean Donnelly: Peak Oil Imagining in Cormac McCarthy's The Road and Paolo Bacigalupi's The Windup Girl, in: English Academy Review, 31. Jahrgang, 2. Ausgabe (Oktober 2014), S. 156–169
- Andrew Hageman: The Challenge of Imagining Ecological Futures: Paolo Bacigalupi’s The Windup Girl, in: Science Fiction Studies, 39. Jahrgang, 2. Ausgabe (Juli 2012), S. 283–303.
- Derrick King: Biogenetics, The Nation, and Globalization in Paolo Bacigalupi’s Critical Dystopias. in: MOSF Journal of Science Fiction, 1. Jahrgang, 1. Ausgabe (2016)
- Uwe Neuhold: Biokrieg, in: Das Science Fiction Jahr 2012, herausgegeben von Wolfgang Jeschke, Sascha Mamczak und Sebastian Pirling, Heyne, München 2012, S. 320–323. ISBN 978-3-453-52972-4.
- Scott Selisker: “Stutter-Stop Flash-Bulb Strange”: GMOs and the Aesthetics of Scale in Paolo Bacigalupi's The Windup Girl, in: Science Fiction Studies, 42. Jahrgang, 3. Ausgabe (November 2015), S. 500–518.
- Juliane Straetz: The Struggle of Being Alive: Laboring Bodies in Paolo Bacigalupi’s The Windup Girl, in: Current Objectives of Postgraduate American Studies 18. Jahrgang, 1. Ausgabe (2017)